# Ярошенко, Константин Юрьевич
Константи́н Ю́рьевич Яроше́нко (укр. Костянтин Юрійович Ярошенко; род. 12 сентября 1986, Ворошиловград) — украинский футболист, полузащитник. Играл за молодёжную сборную Украины. Сын украинского футбольного тренера Юрия Ярошенко.

## Биография

### Клубная карьера
В ДЮФЛ выступал за: луганскую «Зарю» и донецкий «Шахтёр». В 2002 году попал в «Шахтёр-3», во Второй лиге дебютировал 25 августа 2002 года в матче против димитровского клуба «Уголёк» (0:0). С 2003 года по 2005 год выступал за «Шахтёр-2».
В 2005 году был отдан в аренду в харьковский «Металлист». В Высшей лиге дебютировал 3 апреля 2005 года в матче против ужгородского «Закарпатья» (0:0). С 2006 года по 2007 год выступал за киевский «Арсенал» на правах аренды, в команду его пригласил Александр Заваров. Начало сезона 2007/08 провёл в одесском «Черноморце». В январе 2008 года был отдан в аренду в мариупольский «Мариуполь», до конца сезона. В декабре 2008 года был отдан в аренду полтавской «Ворскле». Летом 2009 года Ярошенко снова был отдан в аренду «Ильичёвцу». 20 июня 2013 года официально стало известно, что Константин заключил трёхлетний контракт с ФК «Севастополь». В июне 2014 перешёл в «Урал».
В 2016 перешёл в львовские «Карпаты». В декабре 2016 года по обоюдному согласию с клубом расторг контракт и получил статус «свободного агента» и покинул львовский клуб., а вторую половину сезона провёл в «ФК Мариуполь».
В августе 2017 заключил контракт с финским клубом КПВ, выступающим во втором по силе дивизионе чемпионата Финляндии.

### Карьера в сборной
Выступал за юношеские сборные Украины разных возрастов. Играл за молодёжную сборную Украины.

## Статистика
| Сезон   | Клуб                | Лига         | Чемпионат | Чемпионат | Кубок | Кубок | Дубль | Дубль | Еврокубки | Еврокубки |
| Сезон   | Клуб                | Лига         | Игры      | Голы      | Игры  | Голы  | Игры  | Голы  | Игры      | Голы      |
| ------- | ------------------- | ------------ | --------- | --------- | ----- | ----- | ----- | ----- | --------- | --------- |
| 2002/03 | Шахтёр-3            | Вторая лига  | 14        | 1         | —     | —     | —     | —     | —         | —         |
| 2002/03 | Шахтёр-2            | Первая лига  | 1         | 0         | —     | —     | —     | —     | —         | —         |
| 2003/04 | Шахтёр-2            | Первая лига  | 16        | 2         | —     | —     | —     | —     | —         | —         |
| 2004/05 | Шахтёр-2            | Первая лига  | 15        | 1         | —     | —     | —     | —     | —         | —         |
| 2004/05 | Шахтёр (Донецк)     | Высшая лига  | 0         | 0         | 0     | 0     | 4     | 1     | 0         | 0         |
| 2004/05 | Металлист           | Высшая лига  | 8         | 1         | 0     | 0     | 1     | 0     | —         | —         |
| 2005/06 | Металлист           | Высшая лига  | 13        | 1         | 2     | 0     | 5     | 0     | —         | —         |
| 2005/06 | Арсенал (Киев)      | Высшая лига  | 6         | 0         | 0     | 0     | 0     | 0     | —         | —         |
| 2006/07 | Арсенал (Киев)      | Высшая лига  | 28        | 3         | 0     | 0     | 0     | 0     | —         | —         |
| 2007/08 | Черноморец (Одесса) | Высшая лига  | 3         | 0         | 0     | 0     | 2     | 1     | 4         | 0         |
| 2007/08 | Мариуполь           | Первая лига  | 18        | 6         | 0     | 0     | —     | —     | —         | —         |
| 2008/09 | Мариуполь           | Премьер-лига | 17        | 3         | 0     | 0     | 0     | 0     | —         | —         |
| 2008/09 | Ворскла             | Премьер-лига | 4         | 1         | 1     | 0     | 3     | 0     | —         | —         |
| 2009/10 | Мариуполь           | Премьер-лига | 29        | 6         | 1     | 0     | 0     | 0     | —         | —         |
| 2010/11 | Мариуполь           | Премьер-лига | 29        | 10        | 1     | 0     | 0     | 0     | —         | —         |
| 2011/12 | Мариуполь           | Премьер-лига | 27        | 3         | 0     | 0     | 0     | 0     | —         | —         |
| 2012/13 | Мариуполь           | Премьер-лига | 23        | 3         | 1     | 0     | 2     | 1     | —         | —         |
| 2013/14 | Севастополь         | Премьер-лига | 22        | 2         | 0     | 0     | 0     | 0     | —         | —         |
| 2016/17 | Карпаты             | Премьер-лига | 5         | 0         | 2     | 0     | 0     | 0     | —         | —         |